# Da 5 Bloods
Da 5 Bloods ist ein Kriegsdrama von Spike Lee, das am 12. Juni 2020 in das Programm von Netflix aufgenommen wurde.

## Handlung
Die vier Afroamerikaner Paul, Melvin, Otis und Eddie treffen sich in Ho-Chi-Minh-Stadt wieder. Die Kriegsveteranen sind nach fast vier Jahrzehnten nach Vietnam zurückgekehrt, um die sterblichen Überreste ihres damals gefallenen Truppführers Norman zu suchen und in die USA zurückzubringen. Viele Jahre konnte dessen provisorisches Grab nicht gefunden werden, doch nach einer Schlammlawine sind dessen Spuren auf aktuellen Satellitenfotos wieder zu sehen. Dort hatten sie auch eine größere Menge an Goldbarren vergraben, die sie aus einem abgestürzten Flugzeug bergen konnten. Mit dem Gold wollte sich die CIA von Lahu-Verbündeten Informationen über den Vietcong erkaufen. Die „Bloods“ haben jedoch etwas anderes mit dem Gold vor. Sie gelobten, eines Tages nach Vietnam zurückzukehren und das Gold der Bevölkerung zukommen zu lassen.
Paul hat sich seit damals am meisten verändert. Er ist ständig gereizt, leidet an einer PTBS, die nie behandelt wurde, und ist zur Überraschung der anderen ein Anhänger des Präsidenten. Auch finanziell steht er nicht gut da. Eddie umgekehrt ist Besitzer einer Kette von Autohäusern. Trotz aller Unterschiede haben die Vier eine Sache gemeinsam. Sie vergötterten ihren gefallenen Truppführer Stormin’ Norman. Er war es auch, der sie davon abhielt, ihre Maschinengewehre gegen ihre weißen Kameraden zu richten, als sie durch eine Propagandasendung des Vietcong von der Ermordung von Martin Luther King erfahren mussten. Sie wollten nicht für ein Land ihr Leben riskieren, das ihre schwarzen Helden tötet, doch Norman machte ihnen klar, dass es einen anderen Weg gibt, die USA zu verändern. Als Otis die ehemalige Prostituierte und jetzige Geschäftsfrau Tien trifft, mit der er damals eine Liaison hatte, erfährt er von seiner Tochter und davon, wie auch diese ihr ganzes Leben lang diskriminiert wurde, weil sie nicht nur das uneheliche Kind eines US-Soldaten war, sondern auch wegen ihrer von ihm geerbten Hautfarbe.
Nach einem gemeinsamen Besuch in einem Club machen sie sich über Reisfelder auf den Weg in Richtung Dschungel. Sie haben den Vietnamesen Vinh Tran als Führer angeheuert. Unterstützt werden sie von der vermögenden Französin Hedy, die eine Organisation zur Beseitigung von Landminen namens LAMB leitet, ihren beiden Kollegen und dem französischen Geschäftsmann Desroche, der ihnen helfen soll, das Gold zu „waschen“.

## Produktion

### Regie, Drehbuch und Finanzierung
Regie führte Spike Lee, der auch gemeinsam mit Kevin Willmott das Drehbuch schrieb, das auf einem Entwurf von Danny Bilson und Paul De Meo basiert, die ihre Karriere vor Jahren als Autoren von Disneys The Rocketeer begonnen hatten. Ursprünglich lautete der Titel „The Last Tour“ und handelte von weißen Soldaten. In ihrer Überarbeitung behielten Lee und Willmott die Abenteuer- und Actionelemente bei, ebenso die Schatzsuche, machten aber alle Protagonisten zu Afroamerikanern und verwandelten das Ganze in eine Abhandlung über die Frage der Rasse, US-amerikanische Geschichte und schwarzen Patriotismus. Sidney Schering erklärt, wie in BlacKkKlansman lasse Lee seine Figuren ab und zu in flammend geschriebene Monologe über US-Politik und Popkultur abschweifen, in denen er tarantinoesk seine Standpunkte für die Filmewigkeit festhält. Dokumentarisches sei mit entspannt enzyklopädischem Gestus eingeflochten, so Dietmar Dath von der Frankfurter Allgemeinen Zeitung, und so erfahre man ganz nebenbei, dass der Afroamerikaner Crispus Attucks das erste Opfer eines bewaffneten Konflikts in den USA war. Solche sozialkritischen Kommentare über Rassismus und die Aufarbeitung in Sache US-Geschichte lasse den Film zu einer Spike-Lee-Geschichtsstunde werden, so Peter Travers.

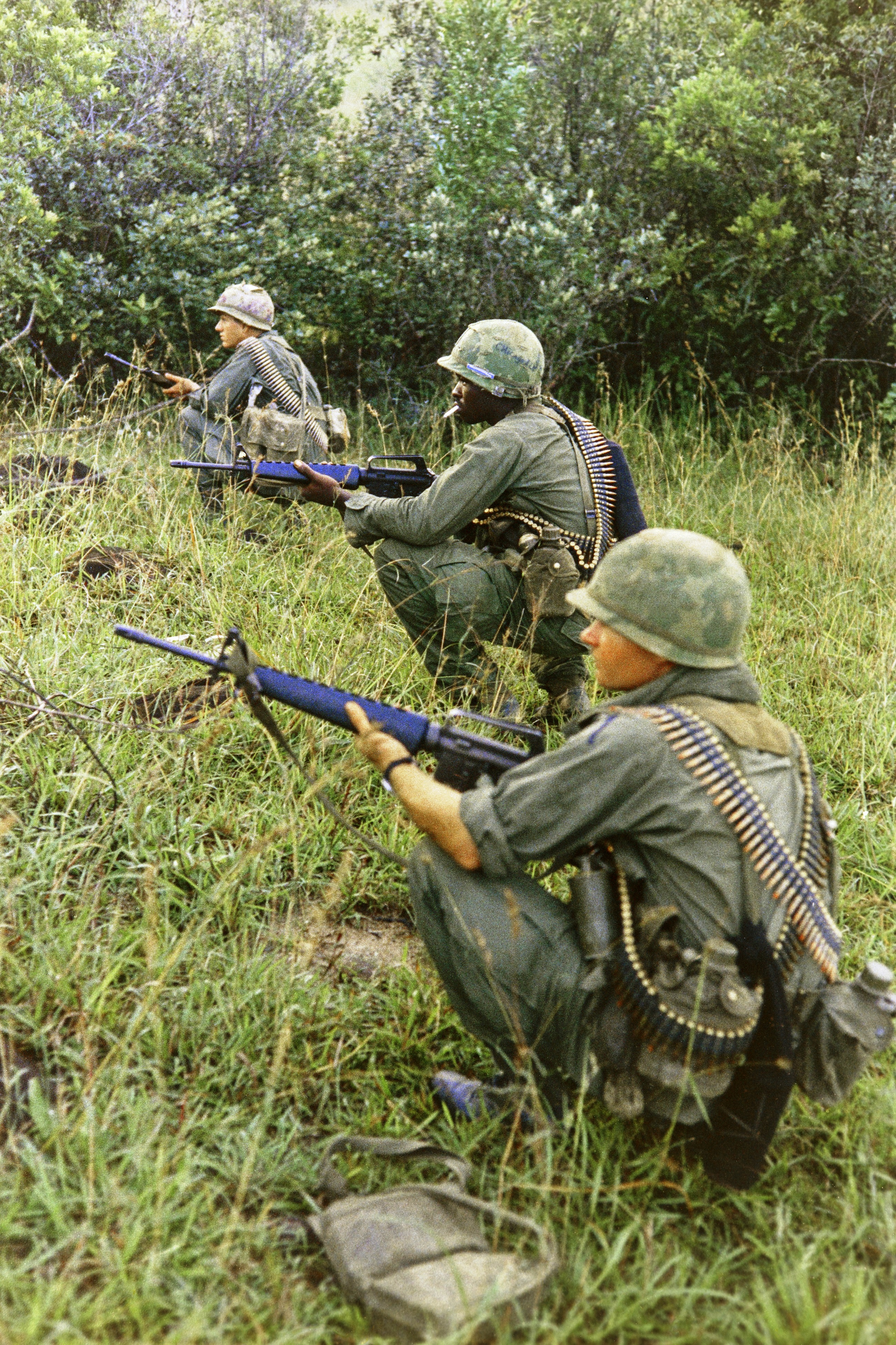
Jeder dritte US-Soldat während des Vietnamkriegs war Afroamerikaner

Über die Auswirkung des Umstands, dass in fast jedem Kriegsfilm aus Hollywood Afroamerikaner außen vor gelassen wurden, auf das Geschichtsbild der Amerikaner über ihre Vergangenheit, sagte Lee: „Sie bekommen nicht die wahre Geschichte erzählt. […] Mir wurde, genau wie vielen anderen Kindern, in der Schule beigebracht, dass George Washington nie gelogen hat. […] Aber man hat uns nie beigebracht, dass George Washington, der erste Präsident Amerikas, 123 Sklaven besaß. Das hat man weggelassen.“
Eines der wichtigsten Dinge, die Lee mit seinem Film sagen wollte, hatte er in einer Zeile der Figur Norman zugeschrieben, der sagt: „Wir haben von Anfang an für dieses Land gekämpft.“ Dies bedeute, von der Gründung, von der Entstehung an. Nicht allzu viele Menschen wüssten, dass der erste Amerikaner, der im Revolutionskrieg gegen England für dieses Land gestorben ist, ein Schwarzer war. Daher ist es für Lee unverständlich, wenn Donald Trump behauptet, dass Afroamerikaner keine Patrioten seien: „Die Vereinigten Staaten von Amerika wurden auf dem Land errichtet, das den Ureinwohnern Amerikas gestohlen wurde. Und es wurde auf Sklaverei gebaut. Das ist das Fundament, auf dem das Land errichtet wurde, und das ist eine Tatsache.“ In diesem Zusammenhang erinnert Lee auch daran, dass auf dem Höhepunkt des Vietnamkriegs Afroamerikaner ein Drittel der gesamten Streitkräfte in Vietnam ausmachten, obwohl sie nur zu 10 Prozent in der US-Bevölkerung vertreten waren.
Während bei Lees Chi-Raq die Amazon Studios die einzige Produktionsfirma gewesen waren, die Ja zu seinem Projekt sagte, war bei Da 5 Bloods lediglich Netflix an einer Zusammenarbeit interessiert, weshalb er nunmehr seinen ersten Film mit diesem Streamingdienst realisierte.

### Besetzung und Dreharbeiten
Chadwick Boseman spielt in Rückblenden Norman, einen der „Bloods“ und deren früheren Truppenführer. Der britische Schauspieler Delroy Lindo übernahm die Rolle von Paul, Isiah Whitlock Jr. ist in der Rolle von Melvin, Clarke Peters in der Rolle von Otis und Norm Lewis als Eddie zu sehen. Die Namen dieser Figuren sind an die Mitglieder der afroamerikanischen Soulband The Temptations angelehnt, Paul Williams, Melvin Franklin, Otis Williams und Eddie Kendricks. Die vier Schauspieler sind auch in den Rückblenden in diesen Rollen zu sehen, eine finanziell getroffene Entscheidung von Lee, die jedoch diesen Szenen eine impressionistische Atmosphäre verleihe und darauf hindeute, dass die Männer seitdem diese Schlachten regelmäßig in ihren eigenen Köpfen nacherlebt haben, so Peter Debruge von Variety. In weiteren Rollen sind Jonathan Majors in der Rolle von Pauls Sohn David und Paul Walter Hauser und Jasper Pääkkönen in den Rollen der LAMB-Mitarbeiter Simon und Seppo zu sehen. Abgesehen von den LAMB-Mitarbeitern Simon und Seppo sind die weißen Figuren des Films Franzosen, was an ein früheres Kapitel der kolonialen Ausbeutung in der Region erinnere, das nur tangential angesprochen wird, so Peter Debruge. Jean Reno spielt den zwielichtigen Unternehmer Desroche, Mélanie Thierry die LAMB-Leiterin Hedy Bouvier.
Die Dreharbeiten wurden im März 2019 begonnen. Drei Monate lang drehte man in Ho-Chi-Minh-Stadt und Bangkok, überwiegend jedoch in der thailändischen Provinz und deren Hauptstadt Chiang Mai. Die unterschiedlichen zeitlichen Ebenen im Film werden visuell durch verschiedene Seitenverhältnisse dargestellt, zudem durch unterschiedliche Farbsättigungen. Für die Rückblenden in die Zeit des Vietnamkriegs kam 16-mm-Filmmaterial zum Einsatz, in anderen Szenen wurden iPhone-Aufnahmen verwendet. Lucas Barwenczik vom Filmdienst bemerkt, die Flashbacks sehen aus wie ein alter Kriegsfilm: „ein wenig grobkörnig, als würde man durch die Kamera von Vittorio Storaro oder Robert Richardson blicken.“

### Filmmusik und Playlist
Die Filmmusik komponierte Terence Blanchard. Das Album mit der Filmmusik, das insgesamt 21 Musikstücke umfasst, wurde am 29. Mai 2020 von Milan Records als Download veröffentlicht. Weil der Film nicht nur frühere Kriegsfilme und insbesondere Vietnamkriegsfilme referenziert, sondern auch eine Hommage an Apocalypse Now ist, verwendet Lee in seinem Film ebenfalls Richard Wagners Walkürenritt. Ebenso findet der Song Time Has Come Today der Chambers Brothers Verwendung. Des Weiteren sind im Film eine Reihe von Songs von Marvin Gaye zu hören, überwiegend aus dem Album What’s Going On aus dem Jahr 1971, das die Rückkehr schwarzer Soldaten aus dem Krieg dokumentierte, die die Gemeinden, für die sie angeblich gekämpft hatten, durch Armut, Drogensucht, Arbeitslosigkeit und Gewalt verdorben vorfanden. Diese Musikstücke und Lieder finden sich, neben einigen Stücken von Blanchard und Kommentaren des Regisseurs, auch in der von Lee zum Filmstart auf Spotify vorgestellten Playlist. Zudem verwendet der Film einen Griechischen Chor (durch Hanoi Hannah).

### Marketing und Veröffentlichung
Mitte Mai 2020 stellte Netflix den offiziellen Trailer vor. Am 12. Juni 2020 wurde Da 5 Bloods in das Programm des Streamingdienstes aufgenommen. Zudem war er in das Programm der Internationalen Filmfestspiele von Cannes aufgenommen worden, das im Jahr 2020 bedingt durch die Coronavirus-Pandemie unter veränderten Bedingungen stattfindet, und hier außerhalb des Wettbewerbs hätte gezeigt werden sollen.

## Rezeption

### Altersfreigabe
In den USA erhielt der Film von der MPAA ein R-Rating, was einer Freigabe ab 17 Jahren entspricht, und wird in Deutschland von Netflix ab 16 Jahren empfohlen.

### Kritiken und Abrufe
Der Film konnte bislang 92 Prozent aller Kritiker bei Rotten Tomatoes überzeugen und erhielt hierbei eine durchschnittliche Bewertung von 8 der möglichen 10 Punkte. Die Grundgeschichte wurde dabei immer wieder mit The Treasure of the Sierra Madre und Miracle at St. Anna verglichen. Auf Metacritic erhielt der Film einen Metascore von 82 von 100 möglichen Punkten. Zudem landete Da 5 Bloods im IndieWire Critics Poll 2020 auf dem 8. Platz.
Peter Debruge von Variety schreibt, mit dem Trojanischen Pferd einer Schatzsuche in einem Abenteuerfilm erkunde Spike Lee die Denkweise schwarzer Soldaten, die zu einer Zeit für ihr Land kämpften, als Afroamerikaner zu Hause unterdrückt wurden. Mit einem Fuß in der Vergangenheit und dem anderen in der Black-Lives-Matter-Bewegung verwebe Lee starke Gesellschaftskritik mit flüchtigem B-Movie-Nervenkitzel. Journalisten hätten es sich zur Aufgabe gemacht, Da 5 Bloods als „zeitgemäß“ zu bezeichnen, da seine Veröffentlichung mit den landesweiten Protesten zusammenfällt, die spontan nach dem Tod von George Floyd entstanden sind, so Debruge. Dies sei wahr, doch Lee sei seiner Zeit schon immer voraus gewesen und habe mit Do the Right Thing 1989 die Erstickungstode von Floyd und Eric Garner in jüngster Vergangenheit vorweggenommen. Auch Da 5 Bloods sei ein Film eines Künstlers, der sich verpflichtet hat, politische Aussagen durch populäre Unterhaltung zu liefern. Anstatt seine Kritik auf die USA zu beschränken, beschäftige sich der Film auch mit dem Rassismus im heutigen Vietnam, wenn Otis erfährt, wie seine Tochter dort aufgrund ihrer Hautfarbe geächtet wurde, was Debruge an das zentrale Thema des Musicals Miss Saigon erinnert. Schwarze Soldaten würden in Da 5 Bloods in die Gleichung „Krieg ist Geld und Geld ist Krieg“ eingepasst, so Normans Schlussfolgerung, in dem der Film daran erinnere, wie das US-amerikanische Wirtschaftssystem auf ihrem Rücken aufgebaut wurde, eine Botschaft, die dann auch von den Demonstranten der Black-Lives-Matter-Bewegung wiederholt werde. Lee habe deren Wut vorweggenommen und die Stellung dieser übersehenen Amerikaner in der Geschichte wieder hergestellt, und es sei schwer sich in diesen Zeiten einen resonanteren Film vorzustellen.
Dietmar Dath von der Frankfurter Allgemeinen Zeitung hebt in seiner Kritik die belastete, gestörte, verletzte Beziehung zwischen dem vom Schicksal monströs zugerichteten Paul und seinem Sohn David hervor, die als Mikrobild der historischen Dimension von Moral zu den essentiellen Erzählsträngen des Films gehöre: „Freiheit und Würde gibt es für Entrechtete nur im Kampf, aber kämpfen mussten Amerikas schwarze Männer eh immer, wenn nicht für sich, dann für die Herrschaft ihrer Unterdrücker.“ Delroy Lindo erwecke Paul zum Leben, als hinge sein eigenes davon ab, und spreche schließlich am Ende seines schweren Weges einen apokalyptischen Monolog, der in die Filmgeschichte eingehen werde. Dieser Riese aus Schmerz, Hass und wahnsinnig gewordenem Humor sei wohl die größte Gestalt, die der begnadete Figurenformer Spike Lee je in Szene gesetzt hat, so Dath: „kein Held, kein Schurke, sondern ein lebenslang Betrogener, der sein Recht, das er fordert, nicht mehr von seiner Rache an allem und jedem unterscheiden kann, weil man seine Seele vergewaltigt hat.“ Der Film könne ihn nicht bändigen, nur gerade noch im Bildraum festhalten, als lebende Abbreviatur der Tragik erniedrigter und brutalisierter schwarzer Männlichkeit in Amerika seit vierhundert Jahren.
Mitte Juni 2020 landete der Film in der Top 10 der deutschen Netflix-Charts.

### Auszeichnungen (Auswahl)
Vom American Film Institute wird Da 5 Bloods zu einem der zehn „Movies of the Year 2020“ gezählt. Im Folgenden eine Auswahl weiterer Nominierungen und Auszeichnungen.
AACTA International Awards 2021
- Nominierung als Bester Nebendarsteller (Chadwick Boseman)[33]

Alliance of Women Film Journalists Awards 2020
- Nominierung als Bester Schauspieler (Delroy Lindo)
- Nominierung als Bester Casting Director (Kim Coleman)[34]

Art Directors Guild Awards 2021
- Auszeichnung in der Kategorie Contemporary Film (Wynn Thomas)[35]

Artios Awards 2021
- Nominierung in der Kategorie Big Budget – Filmdrama[36]

Black Reel Awards 2021
- Nominierung als Bester Film
- Nominierung für die Beste Regie (Spike Lee)
- Nominierung als Bester Hauptdarsteller (Delroy Lindo)
- Nominierung als Bester Nebendarsteller (Chadwick Boseman)
- Nominierung als Bestes Schauspielensemble
- Nominierung für die Beste Kamera (Newton Thomas Sigel)[37]

British Academy Film Awards 2021
- Nominierung als Bester Nebendarsteller (Clarke Peters)[38]

Chicago Film Critics Association Awards 2020
- Nominierung als Bester Film
- Nominierung für die Beste Regie (Spike Lee)
- Nominierung für das Beste Originaldrehbuch (Danny Bilson, Paul De Meo, Kevin Willmott und Spike Lee)
- Nominierung als Bester Hauptdarsteller (Delroy Lindo)
- Nominierung als Bester Nebendarsteller (Chadwick Boseman)
- Nominierung für die Beste Filmmusik (Terence Blanchard)[39]

Critics’ Choice Movie Awards 2021
- Nominierung als Bester Film
- Nominierung für die Beste Regie (Spike Lee)
- Nominierung als Bester Hauptdarsteller (Delroy Lindo)
- Nominierung als Bester Nebendarsteller (Chadwick Boseman)
- Nominierung als Bestes Schauspielensemble
- Nominierung für die Beste Kamera (Newton Thomas Sigel)[40]

Critics’ Choice Super Awards 2021
- Auszeichnung als Bester Actionfilm
- Auszeichnung als Bester Schauspieler in einem Actionfilm (Delroy Lindo)[41]

Florida Film Critics Circle Awards 2020
- Nominierung als Bester Nebendarsteller (Chadwick Boseman)[42]

Hollywood Critics Association’s Midseason Awards 2020
- Auszeichnung als Bester Film
- Auszeichnung als Bester Regisseur (Spike Lee)
- Auszeichnung als Bester Schauspieler (Delroy Lindo)
- Auszeichnung als Runner Up – Bester Nebendarsteller (Clarke Peters)
- Auszeichnung für das Beste Originaldrehbuch (Danny Bilson, Paul De Meo, Spike Lee und Kevin Willmott)[43]

London Critics’ Circle Film Awards 2021
- Nominierung als Bester Hauptdarsteller (Delroy Lindo)
- Nominierung als Bester Nebendarsteller (Chadwick Boseman)[44]

NAACP Image Awards 2021
- Auszeichnung als Bester Nebendarsteller (Chadwick Boseman)
- Nominierung als Bester Film
- Nominierung als Bester Hauptdarsteller (Delroy Lindo)
- Nominierung als Bester Nebendarsteller (Clarke Peters)
- Nominierung für das Beste Schauspielensemble[45][46]

National Board of Review Awards 2021
- Auszeichnung als Bester Film
- Auszeichnung für die Beste Regie (Spike Lee)
- Auszeichnung als Bestes Schauspielensemble[47]

National Society of Film Critics Awards 2021
- Auszeichnung als Bester Hauptdarsteller (Delroy Lindo)

New York Film Critics Circle Awards 2020
- Auszeichnung als Bester Hauptdarsteller (Delroy Lindo)
- Auszeichnung als Bester Nebendarsteller (Chadwick Boseman)[48]

Online Film Critics Society Awards 2021
- Auszeichnung als Bester Hauptdarsteller (Delroy Lindo)
- Nominierung als Bester Film
- Nominierung als Bester Nebendarsteller (Chadwick Boseman)
- Nominierung für die Beste Regie (Spike Lee)
- Nominierung für das Beste Originaldrehbuch (Danny Bilson, Paul Demeo, Kevin Willmott und Spike Lee)
- Nominierung für die Beste Kamera (Newton Thomas Sigel)
- Nominierung für den Besten Schnitt (Adam Gough)
- Nominierung für die Beste Filmmusik (Terence Blanchard)[49]

Oscarverleihung 2021
- Nominierung für die Beste Filmmusik (Terence Blanchard)

Satellite Awards 2020
- Auszeichnung als Bester Nebendarsteller (Chadwick Boseman)
- Nominierung als Bester Hauptdarsteller – Drama (Delroy Lindo)

Saturn Awards 2021
- Nominierung als Bester Thriller
- Nominierung als Bester Hauptdarsteller (Delroy Lindo)

Screen Actors Guild Awards 2021
- Nominierung als Bester Nebendarsteller (Chadwick Boseman)
- Nominierung für das Beste Schauspielensemble
- Nominierung für das Beste Stuntensemble[50]

VES Awards 2021
- Nominierung für die Besten unterstützenden visuellen Effekte in einem Realfilm[51]

## Synchronisation
Die deutsche Synchronisation entstand nach einem Dialogbuch und der Dialogregie von Christian Schneider im Auftrag der Berliner Synchron GmbH Wenzel Lüdecke.
| Darsteller         | Synchronsprecher       | Rolle           |
| ------------------ | ---------------------- | --------------- |
| Delroy Lindo       | Sven Brieger           | Paul            |
| Clarke Peters      | Reinhard Scheunemann   | Otis            |
| Isiah Whitlock Jr. | Jörg Hengstler         | Melvin          |
| Norm Lewis         | Matti Klemm            | Eddie           |
| Jonathan Majors    | Fabian Oscar Wien      | David           |
| Chadwick Boseman   | Tobias Schmidt         | Stormin’ Norman |
| Jean Reno          | Joachim Kerzel         | Desroche        |
| Mélanie Thierry    | Jessica Walther-Gabory | Hedy            |
| Jasper Pääkkönen   | Nicolas Böll           | Seppo           |
| Paul Walter Hauser | Vlad Chiriac           | Simon           |
| Veronica Ngo       | Leonie Dubuc           | Hanoi Hannah    |
| Sandy Huong Pham   | Ellen Eichberg         | Michon          |
| Lam Nguyen         | Tobias Diakow          | Quan            |
| Y Lan Le           | Ann Vielhaben          | Tien Luu        |
| Johnny Nguyen      | Sven Hasper            | Vinh Tran       |